# Juan Gabriel Guzmán
Juan Gabriel Guzmán Otarola (Pérez Zeledón, San José, Costa Rica, 17 de junio de 1987) es un futbolista costarricense que juega de mediocentro defensivo actualmente se encuentra sin equipo.
Se caracteriza por ser un volante de contención férreo en la marcación, físicamente fuerte, con precisión para asistir a sus compañeros y tenaz en la regularidad en los clubes en los que ha jugado. Debutó oficialmente en el Pérez Zeledón a la edad de veinte años, para tres temporadas después ser fichado por Alajuelense, un equipo importante en su país. En el conjunto rojinegro ganó cinco títulos nacionales —tres de ellos de forma consecutiva— y un cetro de la Supercopa de Costa Rica. En 2015 se marchó al club histórico del Cartaginés para ganar el Torneo de Copa en ese mismo año. Volvió a formar parte de los generaleños por dos temporadas hasta conseguir el primer trofeo de su equipo en el Apertura 2017. Guzmán regresó al plano de jugar en un conjunto tradicional y destacado y con más copas en su país tras firmar en el Deportivo Saprissa en junio de 2018.

## Trayectoria

### Pérez Zeledón
El futbolista tuvo su debut oficial en Primera División jugando para el equipo de Pérez Zeledón —dirigido por el entrenador Johnny Chaves— el 4 de agosto de 2007, en un partido que disputó frente a Liberia Mía en el Estadio Edgardo Baltodano. Guzmán alcanzó la totalidad de los minutos en esa oportunidad y el marcador terminó en derrota por 3-2.
Consigue el primer gol de su carrera el 19 de octubre de 2008 sobre Alajuelense en el Estadio Municipal, para colocar el empate transitorio de 1-1 al minuto 38', asistido por su compañero Athim Rooper. El juego acabó igualado a dos tantos. Desarrolló tres temporadas con los generaleños y contabilizó 100 apariciones con seis concreciones en total.

### L. D. Alajuelense
El 3 de mayo de 2010, Juan Gabriel se convirtió en nuevo refuerzo de Alajuelense por un periodo inicialmente de dos años. Su debut como liguista se produjo formalmente el 24 de julio en el Estadio Morera Soto contra el Cartaginés, por la primera fecha del Campeonato de Invierno. Con Óscar Ramírez de estratega, el mediocentro fue titular y marcó un gol al minuto 38' en la victoria por 2-0. El 19 de diciembre se proclama campeón nacional luego de vencer al Herediano en la tanda de penales, donde al mismo tiempo su equipo acabó con la sequía de cinco años sin ganar un cetro.
El 14 de mayo de 2011, Guzmán obtiene su segundo título de liga tras las victorias en las finales sobre San Carlos. De esta manera, finalizó su primera temporada con 33 participaciones y marcó un total de dos goles.
El futbolista tuvo su primer contacto en el ámbito internacional de la Liga de Campeones de la Concacaf al jugar el 16 de agosto de 2011 contra el Monarcas Morelia de México, dándose el resultado 1-0 a favor de los erizos. En esa misma parte de la temporada pero en el certamen local, el 18 de diciembre se hace con el Campeonato de Invierno y cobró exitosamente uno de los penales de desempate ante el Herediano en el Estadio Rosabal Cordero.
El 22 de julio de 2012 se coronó campeón con los manudos en la primera edición de la Supercopa de Costa Rica al vencer con marcador de 2-0 al Herediano en el Estadio Nacional. El 22 de diciembre de ese año obtiene su quinto título oficial y el cuarto de liga después de superar en la final de Invierno de nuevo al conjunto florense, esta vez en tiempos suplementarios.
En la última fecha de la fase de clasificación del Campeonato de Invierno 2013 dada el 24 de noviembre, Guzmán marcó el primer doblete de su carrera sobre el Pérez Zeledón —club que le debutó— a los minutos 62' y 67' para el triunfo por goleada de 0-4. Cerró con éxito este torneo el 22 de diciembre con el título «29» de la institución alajuelense y colaboró positivamente con uno de los penales de esta serie frente al Herediano —tras los empates sin anotaciones en los tiempos regulares—.
El 23 de febrero de 2015, la dirigencia rojinegra comprobó que unas declaraciones salidas a la luz pública de un audio provenían precisamente de Guzmán, en el cual cuestionaba la actitud de algunos de sus compañeros y del cuerpo técnico de forma irrespetuosa, lo que tuvo como consecuencia la rescisión de contrato del jugador. Se marchó de la institución con un total de 144 partidos disputados y 9 goles en todas las competencias.
Después de un tiempo como agente libre, el 20 de abril de ese año se iba a convertir en legionario donde jugaría para el club Juan Aurich peruano, pero diez días más tarde su contratación terminó frustrada al enterarse de que este conjunto no podía sostenerle en su planilla a causa del limitado presupuesto.

### C. S. Cartaginés
El 14 de mayo de 2015, retorna al balompié costarricense —luego de un efímero paso por Perú— y estampó la firma con el Cartaginés por dos torneos cortos. Debuta el 2 de agosto con asistencia incluida en el duelo frente a Limón (2-2) en el Estadio Juan Gobán, por la primera jornada del Campeonato de Invierno. El 19 de noviembre, pese a errar su lanzamiento de penal en la final del Torneo de Copa contra el Herediano, su equipo logró coronarse campeón de la competencia.
El 28 de abril de 2016, se hace oficial la salida del jugador debido a que la dirigencia del club decidió no renovarle su contrato. Tuvo un total de veintidós apariciones en liga y seis en copa, sin marcar anotaciones.

### Pérez Zeledón
Al notar que su carrera se había consumido por malos momentos en las temporadas recientes, el futbolista incluso pensó en retirarse del deporte, hasta que el presidente del Pérez Zeledón Juan Luis Artavia le contactó para traerlo a sus filas.
El 17 de mayo de 2016, se completa el fichaje y regreso del centrocampista con los sureños —equipo en el que marcó su debut como profesional— por dos torneos cortos. Empezó el Campeonato de Invierno con una fractura en el quinto metatarsiano del pie izquierdo, perdiéndose un poco más de la primera mitad de la etapa de clasificación. Tuvo su debut el 2 de octubre en el juego frente al Santos de Guápiles, tras haber ingresado de cambio al minuto 73' por Fernando Monge.
Guzmán consigue su primer gol el 2 de abril de 2017, sobre el Cartaginés en el Estadio "Fello" Meza, insuficiente en la derrota de su club por 3-1. Para el Campeonato de Verano, el centrocampista fue prácticamente titular indiscutible, donde en ciertas ocasiones era designado el capitán de los generaleños. El 25 de abril amplía su ligamen por una temporada adicional.
Lideró a su equipo y fue el capitán principal en el Torneo de Apertura 2017. Su conjunto alcanzó el cuarto sitio de la tabla y clasificó a la cuadrangular, etapa en la que obtuvo el primer lugar y por lo tanto un cupo a la final. El 20 de diciembre se proclama campeón de la competición tras vencer con marcador agregado de 0-1 al Herediano. Seis días después desmintió un rumor que le apuntaba su retorno a Alajuelense.
El 2 de enero de 2018, decide no renovar su contrato con los generaleños para tener un breve lapso fuera de la práctica del fútbol. Contabilizó 51 apariciones en total. El 26 de febrero se habría convertido en refuerzo del Arsenal Kiev de Ucrania junto al delantero Olman Vargas, sin embargo esta opción no fructificó.

### Deportivo Saprissa
La inactividad del futbolista acabaría el 8 de junio de 2018, fecha en la que firmó para el Deportivo Saprissa por dos años.
Debuta en el Torneo de Apertura 2018 el 22 de julio con victoria de su equipo por 2-1 sobre el Santos de Guápiles. Guzmán utilizó la dorsal «17» y fue el encargado de distribuir su juego en el centro del campo. El 31 de julio se anunció la baja del jugador a causa de una lesión en la rodilla izquierda, quedándose fuera de acción por un periodo de tres semanas. A partir del 16 de agosto fue habilitado para participar nuevamente. Concluyó el certamen con nueve apariciones.
Afronta su primer partido del Torneo de Clausura 2019 el 13 de enero, en el empate de local a dos goles contra Limón. El 6 de abril, en el partido de clásico contra Alajuelense, Guzmán se desempeñó por primera vez como guardameta, cuando el portero titular Kevin Briceño salió expulsado y el equipo no tenía más cambios. Juan Gabriel estuvo los últimos seis minutos de reposición y el resultado terminó en igualdad de 1-1.
Realizó su debut en competencia oficial el 7 de agosto de 2019, por la vuelta de la ronda preliminar de Liga Concacaf contra el Belmopan Bandits. Guzmán alineó como titular, puso una asistencia en el gol de Jonathan Martínez y fue reemplazado por Michael Barrantes al minuto 64'. Su equipo ganó con marcador de 3-1. El 26 de noviembre se proclama campeón del torneo del área, tras vencer en la final al Motagua de Honduras.
El 29 de junio de 2020, Guzmán alcanzó su primer título nacional con Saprissa, luego de superar la serie final del Torneo de Clausura sobre Alajuelense. El 2 de julio se anunció su salida del club.

## Selección nacional
El 12 de noviembre de 2007, el entrenador de la Selección Sub-23 de Costa Rica Hernán Medford, dio la lista de los futbolistas convocados para la disputa de la fase eliminatoria al Preolímpico de Concacaf que tendría lugar el año siguiente en la que Guzmán fue tomado en consideración. El volante se quedó en el banco de suplentes en los dos duelos disputados por el grupo B ante Nicaragua (victoria 9-1) y Guatemala (derrota 2-1). El equipo costarricense obtuvo el segundo lugar de la tabla y por lo tanto en zona de repesca contra el segundo del grupo A. Juan Gabriel apareció en la segunda nómina de Medford que se llevó a cabo el 23 de noviembre. De igual manera que en la etapa anterior, el jugador no logró participar en los duelos de ida y vuelta contra Panamá. Pese a ganar el primer duelo del 30 de noviembre por 0-1 en el Estadio Rod Carew, su nación perdería el 6 de diciembre con el mismo marcador en condición de local, como consecuencia la serie se llevó a penales los cuales le dejaron sin cupo para la competición final.
Juan Gabriel Guzmán representó por primera vez a la escuadra absoluta costarricense en el amistoso del 26 de enero de 2010 contra el combinado de Argentina, celebrado en el Estadio Ingeniero Hilario Sánchez. Bajo las órdenes del entrenador interino Ronald González, el volante ingresó de cambio al minuto 71' por Michael Barrantes y el marcador de 3-2 favoreció a los rivales. Entre agosto y septiembre de ese mismo año fue tomado en cuenta en los fogueos con participación frente a Paraguay (2-0), Panamá (2-2) y Jamaica (1-0), donde se dieron resultados adversos para su país.

## Estadísticas

### Clubes
Actualizado al último partido jugado el 24 de junio de 2020.
| Pérez Zeledón Costa Rica |               |               |     |    |    |    |    |     |     |    |
| 1.ª | 2007-08       | 35            | 0   | —  | —  | —  | —  | 35  | 0   |    |
| 1.ª | 2008-09       | 34            | 3   | —  | —  | —  | —  | 34  | 3   |    |
| 1.ª | 2009-10       | 31            | 3   | —  | —  | —  | —  | 31  | 3   |    |
| Total club | Total club    | 100           | 6   | —  | —  | —  | —  | 100 | 6   |    |
| L. D. Alajuelense Costa Rica |               |               |     |    |    |    |    |     |     |    |
| 1.ª | 2010-11       | 33            | 2   | —  | —  | —  | —  | 33  | 2   |    |
| 1.ª | 2011-12       | 29            | 1   | —  | —  | 5  | 0  | 34  | 1   |    |
| 1.ª | 2012-13       | 22            | 2   | 1  | 0  | 4  | 0  | 27  | 2   |    |
| 1.ª | 2013-14       | 22            | 3   | 1  | 0  | 2  | 0  | 25  | 3   |    |
| 1.ª | 2014-15       | 17            | 0   | 4  | 1  | 4  | 0  | 25  | 1   |    |
| Total club | Total club    | 123           | 8   | 6  | 1  | 15 | 0  | 144 | 9   |    |
| C. S. Cartaginés Costa Rica |               |               |     |    |    |    |    |     |     |    |
| 1.ª | 2015-16       | 22            | 0   | 6  | 0  | —  | —  | 28  | 0   |    |
| Total club | Total club    | 22            | 0   | 6  | 0  | —  | —  | 28  | 0   |    |
| Pérez Zeledón Costa Rica |               |               |     |    |    |    |    |     |     |    |
| 1.ª | 2016-17       | 27            | 1   | —  | —  | —  | —  | 27  | 1   |    |
| 1.ª | 2017-18       | 24            | 0   | —  | —  | —  | —  | 24  | 0   |    |
| Total club | Total club    | 51            | 1   | —  | —  | —  | —  | 51  | 1   |    |
| Deportivo Saprissa Costa Rica |               |               |     |    |    |    |    |     |     |    |
| 1.ª | 2018-19       | 22            | 0   | —  | —  | 0  | 0  | 22  | 0   |    |
| 1.ª | 2019-20       | 4             | 0   | —  | —  | 2  | 0  | 6   | 0   |    |
| Total club | Total club    | 26            | 0   | —  | —  | 2  | 0  | 28  | 0   |    |
| Total carrera | Total carrera | Total carrera | 322 | 15 | 12 | 1  | 17 | 0   | 351 | 16 |
| (1) Incluye datos de la Supercopa de Costa Rica (2012) / Torneo de Copa (2013-15). (2) Incluye datos de la Liga de Campeones de la Concacaf (2011-Act.) / Liga Concacaf (2019). (3) No incluye goles en partidos amistosos. |               |               |     |    |    |    |    |     |     |    |

### Partidos con selección
| #  | Fecha                   | Sede                                                   | Oponente  | Resultado | Competencia | Sustitución                 |
| -- | ----------------------- | ------------------------------------------------------ | --------- | --------- | ----------- | --------------------------- |
| 1. | 26 de enero de 2010     | Estadio Ingeniero Hilario Sánchez, San Juan, Argentina | Argentina | 3 - 2     | Amistoso    | 71' (por Michael Barrantes) |
| 2. | 11 de agosto de 2010    | Estadio Defensores del Chaco, Asunción, Paraguay       | Paraguay  | 2 - 0     | Amistoso    | 55' (por Manfred Russell)   |
| 3. | 3 de septiembre de 2010 | Estadio Rommel Fernández, Panamá, Panamá               | Panamá    | 2 - 2     | Amistoso    | 71' (por Michael Barrantes) |
| 4. | 5 de septiembre de 2010 | Parque Independence, Kingston, Jamaica                 | Jamaica   | 1 - 0     | Amistoso    | 74' (por Celso Borges)      |

## Palmarés

### Títulos nacionales
| Título                         | Club               | País       | Año  |
| ------------------------------ | ------------------ | ---------- | ---- |
| Primera División de Costa Rica | L.D Alajuelense    | Costa Rica | 2010 |
| Primera División de Costa Rica | L.D Alajuelense    | Costa Rica | 2011 |
| Primera División de Costa Rica | L.D Alajuelense    | Costa Rica | 2011 |
| Supercopa de Costa Rica        | L.D Alajuelense    | Costa Rica | 2012 |
| Primera División de Costa Rica | L.D Alajuelense    | Costa Rica | 2012 |
| Primera División de Costa Rica | L.D Alajuelense    | Costa Rica | 2013 |
| Torneo de Copa de Costa Rica   | C. S. Cartaginés   | Costa Rica | 2015 |
| Primera División de Costa Rica | Pérez Zeledón      | Costa Rica | 2017 |
| Primera División de Costa Rica | Deportivo Saprissa | Costa Rica | 2020 |

### Títulos internacionales
| Título        | Club               | País     | Año  |
| ------------- | ------------------ | -------- | ---- |
| Liga Concacaf | Deportivo Saprissa | Concacaf | 2019 |